# Szlak kalifornijski
     Szlak oregoński
     Szlak kalifornijski
     Szlak mormoński
     Złoża złota odkryte w 1848

Mapa zachodnich stanów z zaznaczonymi szlakami.
----
Szlak oregoński
Szlak kalifornijski
Szlak mormoński
Złoża złota odkryte w 1848

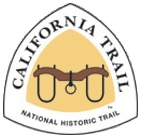
Logo szlaku kalifornijskiego

Szlak kalifornijski (ang. California Trail) – jeden z najważniejszych lądowych kierunków migracji osadników na zachód Stanów Zjednoczonych.

## Historia
Karawany Amerykańskich pionierów podróżowały tym szlakiem krytymi wozami w XIX wieku rozpoczynając liczącą ponad 8050 km wędrówkę ze Środkowego Zachodu do Kalifornii w poszukiwaniu wolnej ziemi lub złóż naturalnych. W 1846 roku przeszła nim niesławna Wyprawa Donnera. Początkowo tą trasą podróżowały jedynie dziesiątki lub setki osób, ale wraz z odkryciem złota w Sierra Nevada w 1848 roku, stał się największym migracyjnym szlakiem w historii „Dzikiego Zachodu”, w latach 40 i 50 XIX wieku przebyło go około 250 000 osób. Szlak stracił na znaczeniu po uruchomieniu  pierwszej kolei transkontynentalnej w 1869 roku. Dziś jest to najdłuższy z ponad trzydziestu długodystansowy narodowych szlaków historyczno-turystycznych w Stanach Zjednoczonych. Trasa przebiega przez dzisiejsze stany: Missouri, Kansas, Nebraskę, Kolorado, Wyoming, Idaho, Utah, Nevadę, Kalifornię i Oregon .